# Ecomorfologia
L'ecomorfologia o morfologia ecològica és la ciència que estudia la relació entre el paper ecològic d'un individu i les seves adaptacions morfològiques. El terme «morfològiques» es fa servir en el seu sentit anatòmic. Tant la morfologia d'un organisme com la seva ecologia estan condicionades directament o indirecta pel medi que l'envolta. L'objectiu de l'ecomorfologia és identificar les diferències. Els estudis actuals se centren a vincular la morfologia i el nínxol ecològic mitjançant el mesurament del rendiment dels caràcters (velocitat punta, potència de mossegada, etc.), els comportaments associats i els resultats de les relacions en termes d'aptitud.
La recerca ecomorfològica actual se centra en un enfocament funcional i la seva aplicació a la ciència. L'expansió d'aquesta disciplina obre la porta a estudis addicionals en el debat sobre les diferències entre la composició ecològica d'un organisme i la seva composició morfològica.